# Ortografía ideal: Tratado de reforma ortográfica de la lengua castellana y de fonografía comparada
El Tratado de reforma ortográfica de la Lengua Castellana y de fonografía comparada es un tratado de ortografía escrito por José P. Gómez y publicado en 1914. En él se propone una reforma ortográfica del español y de otras lenguas, entre las que se encuentran el inglés y el francés, basándose en la ortografía del español reformada en la misma obra por él. 
En esta obra se crea novedad con respecto a otros reformadores de la ortografía en la propuesta de escribir una tilde o virgulilla sobre la l y la r para representar los dígrafos ll y rr (l̃, r̃), como ya se hace con la letra ñ (originariamente la tilde servía como signo de abreviatura, pudiéndose escribir como nn).
- Se suprimen las letras h muda y q.
- Se suprimen los dígrafos ch, ll, rr:
  - El dígrafo ch se escribirá h.
  - Los dígrafos ll y la rr se escribirán l̃ y r̃.
- Se escribe siempre c con sonido duro ante las cinco vocales; las sílabas ce/ci con el valor de z, se escribirán con esta última letra.
- Se escribe siempre g con sonido débil ante las cinco vocales; las sílabas ge/gi con el valor de j se escribirán con esta última letra.
- Se suprime la d final de los sustantivos.
- La y vocal se escribirá i, por lo que la y será siempre consonante.
- La sílaba ex ante consonante queda convertida en es.
- El acento se empleará tan solo en su valor tónico, suprimiéndose la tilde gramatical.